# 7543-as mellékút (Magyarország)
A 7543-as számú mellékút egy huszonhárom kilométer hosszú, négy számjegyű országos közút Zala vármegye déli részén. A 75-ös főúttal kapcsolja össze az attól délebbre fekvő települések egy részét.

## Nyomvonala
A 75-ös főútból ágazik ki, annak 37,550-es kilométerszelvénye közelében, Bak közigazgatási területén, a település lakott területétől nyugatra. Déli irányban indul, és alig 300 méter után átlép Baktüttös területére, 800 méter után pedig már eléri annak legészakibb házait. Az észak-déli irányban elnyúló településen Rákóczi Ferenc utca néven halad, mintegy két kilométer hosszan: 2,8 kilométer megtétele után lép csak ki a belterületről.
3,3 kilométer után Tófej területére ér, a község Lórántháza nevű településrészének első házait nagyjából 3,8 kilométer megtétele után éri el, közben fokozatosan nyugatabbi irányt vesz, illetve melléérnek északkeleti irányból a 23-as számú Rédics–Zalaegerszeg-vasútvonal vágányai; itt a neve Rákóczi utca. 5,5 kilométernél elhalad a Zalakerámia itteni üzeme mellett, majd Tófej központja közelében, 5,7 kilométer után kiágazik belőle délkeleti irányban a 75 325-ös út, a vasút Tófej megállóhelyére.
Kevéssel a hatodik kilométere előtt az út éles kanyarral délkeleti irányba fordul, a Kossuth utca nevet veszi fel és keresztezi a vasútvonalat. Még néhány lépést halad ebben az irányban, majd egy kiteresedéshez ér: onnét ismét délnyugati irányban folytatódik, Petőfi utca néven, a délkeleti irányt és a Kossuth utca nevet pedig innentől a 7544-es számú út viseli, amely itt ér véget, 4,4 kilométer megtétele után.
A 7543-as út 6,4 kilométer után lép ki Tófej belterületéről, de még egy darabig a község területén húzódik, a külterületen ismét nagyjából déli irányban. 7,4 kilométer után ágazik ki belőle egy alsóbbrendű, burkolt, de korlátozott forgalmú üzemi út az E-On Földgáz Storage Zrt. pusztaedericsi földgáztározójához; a létesítmény hivatalos bejáró útja kicsit délebbre, 7,8 kilométer után ágazik ki, szintén ebből az útból. Ugyanott indul dél felé, a központja vonatkozásában zsákfalunak tekinthető Pusztaederics központjába a 75 139-es út, a 7543-as pedig átlép Gutorfölde területére és egy nagy kanyarral északnyugatnak fordul.
Ezt az irányt csak néhány száz méteren át követi, utána ismét délnyugati irányt vesz, így ér be Rádiháza településrészre, a 9+250-es kilométerszelvényt elhagyva. Magát Gutorföldét 11,8 kilométer után éri el, a belterületi szakasza előbb a Dózsa György utca nevet viseli, majd 12,8 kilométer után két út is kiágazik belőle. Előbb észak felé a 7545-ös Zalatárnok, majd nyugat felé a 7546-os, Mikekarácsonyfa irányába.
Az előbbi kereszteződéstől a 7543-as út már Kossuth Lajos utca néven húzódik, kisebb irányváltásokat leszámítva nagyjából dél-délnyugati irányba, a falu déli részén, 13,4 kilométer után pedig még egy elágazása következik. Itt a 75 141-es út indul ki dél felé, a zsákfalunak tekinthető Szentpéterföldére, az út pedig Petőfi Sándor utca néven folytatódik, nagyjából nyugati irányban. 14,3 hagyja el Gutorfölde utolsó házait, és ott egyből át is lép Ortaháza területére
Ortaházán előbb Bolypuszta településrész mellett halad el, 15,5 kilométer után, majd 16,9 kilométer után egy olajipari telephelyet érint. A község lakott területének keleti szélét 17,9 kilométer megtétele után éri el – ott a helyi neve ismét Kossuth Lajos út. A falu központjában, 18,3 kilométer teljesítése előtt egy elágazáshoz ér: ott a 7548-as út ágazik ki belőle észak felé, Zebecke és Kissziget határvidéke irányába. A neve onnan Fő út, egészen addig, amíg a 19. kilométere táján el nem hagyja a település belterületét.
Majdnem pontosan a huszadik kilométerét elérve lépi át Páka határát, dél felé haladva, majd 21,6 kilométer után nyugatnak fordul. 22,3 kilométer megtételét követően éri el a település belterületét, ahol a neve Sugár utca. A község központjában ér véget, beletorkollva a 7537-es útba, annak 19,150-es kilométerszelvényénél. Teljes hossza, az országos közutak térképes nyilvántartását szolgáló kira.gov.hu adatbázisa szerint 23,054 kilométer.

## Települések az út mentén
- Bak
- Baktüttös
- Tófej
- Gutorfölde
- Ortaháza
- Páka

## Hídjai
Egyetlen jelentősebb hídja a gutorföldei Cserta-híd a 13,366-os méterszelvényében, ami 1959-ben épült. Monolit vasbeton lemezszerkezetű híd, egyetlen nyílásköze 8,6, teljes szerkezeti hossza 10,0 méter.